# 量子ドット

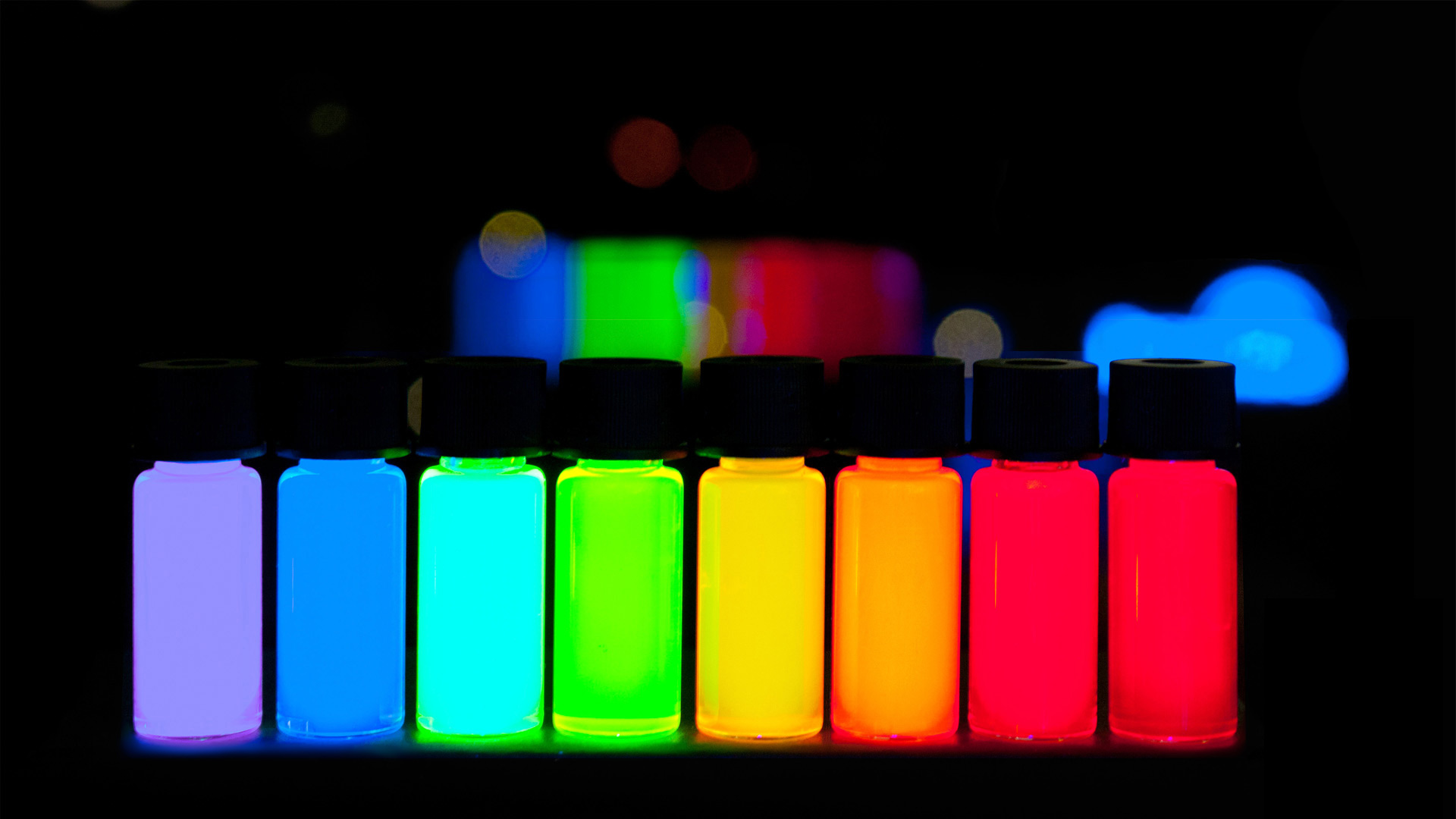
PlasmaChem GmbHで製造された10-nm刻みで発光する量子ドット

量子ドット（りょうしドット、英: quantum dot (QD)、古くは量子箱）とは、3次元全ての方向から移動方向が制限された電子の状態のことである。

## 概要
量子ドットは、半導体などの物質の励起子が三次元空間全方位で閉じ込められている。その結果、そのような物質はバルク半導体と離散分子系の中間的な電子物性を持つ。
主に半導体において、結晶成長や微細加工により原子のド・ブロイ波長に相当する大きさ(数nm～20 nm、nmは1x10-9 m）の粒状の構造を作ると、電子はその領域に閉じこめられ電子の状態密度は離散化される。閉じ込め方向を1次元にしたものを量子井戸構造、2次元のものを量子細線、そして3次元全ての方向から閉じ込めたものを、量子ドットと呼ぶ。InAs系の量子ドットは赤外領域での、CdE（E = S, Se, Te）系の量子ドットは可視光領域での新しい発光材料として、それぞれ期待されている。
量子ドットは1980年頃にアレクセイ・エキモフによってガラスマトリックスの中で、1983年にはルイ・ブラスによってコロイド溶液の中に発見された。最初の理論付けは1982年にen:Alexander Efrosによってなされた。量子ドットという名前は1986年に:en:Mark Reedによって付けられた。

## 物理的性質
状態密度がエネルギーに関してデルタ関数的に完全に離散化する。すなわち特定のエネルギーに状態が集中するため、低閾値、高ゲイン、熱特性のよいレーザーが理論的には実現可能である。半導体量子ドットは三次元的な空間閉じ込めをナノスケールで達成する量子構造で、その量子閉じ込め効果は原子と同様な離散的な電子状態を作り出すので量子ドットでコヒーレントに光励起された電子は長時間コヒーレンスを保持する。

## 具体的な作製方法
量子ドットを作製する技術は現在も発展途上中であり、様々な方法が模索中である。大きく分けると、出来上がった材料をプロセス技術を用いて微細加工する方法と、材料の結晶成長時に形成する方法の2通りに分けることが出来る。
代表例を幾つかあげる。
- プロセスでの作製
  - 電子線リソグラフィーを用いた方法
- 結晶成長での作製
  - Stranski-Krastanovモード（S-Kモード）
  - 微細マスクを利用した選択成長
  - 界面活性剤を用いた方法

## 応用例・特徴など
量子ドットは、その特異な電気的性質により、特に単電子トランジスタ、量子テレポーテーション、量子ドットレーザー、量子ドット太陽電池や量子コンピュータなどへの応用が期待されている。そのためには大きさのそろった量子ドットを作製する必要があるが、現在のところ有効な手段は知られていない。InAs量子ドットを活性層に用いた半導体光増幅器は現在主に用いられている量子井戸構造を用いたものよりも周波数特性がよいため、実用化が期待されている。この応用はドットサイズがそろわずゲイン波長域が広いことが利点になっている。
量子ドットは、蛍光色素としてバイオ研究にも使用されている。この場合、量子ドットはポリマーコーティングされ水中で使用しやすいように作成されている。このポリマー材質は、各製造会社によってまちまちであり、使用者には公開されていないのが現状である。このコーティングされた量子ドットは、2次抗体やストレプトアビジンなどと共役され蛍光染色用色素として販売されている。染色に量子ドットを用いる利点は、長時間の励起光照射でもほとんど退色しないことであり、一つの細胞に関して複数の画像スライスを撮るような場合に絶大な効果を発揮する。さらに励起スペクトルが広範囲に及ぶため、単一励起波長（UV領域など）により蛍光波長の違う量子ドットを用いて同時に複数の蛍光を得ることができる。UVなどの励起光を使用した場合、ストークスシフトが大きくなるため、バックグラウンドが低く抑えられる。量子ドットの蛍光強度も強いため、蛍光フィルターにおける許容波長を±10-20 nmに抑えることができ、バックグラウンドを抑えるとともに、同時に使用できるフィルター（色）数を増やすことも可能である。
また、量子ドットは3次元的な量子井戸でもあり、電子が立体的にトラップされ擬似的な原子として振舞う。特に球対称の量子ドットを作製した場合は、準粒子としての電子・正孔が原子に似た殻構造を示す。
量子ドットのコアに使われるカドミウムは汚染物質として規制されているため、テレビや太陽電池などの民生向け製品として大量生産に供されるためにはカドミウムを使わない「カドミウムフリー量子ドット」の発明が急務となっていた。「カドミウムフリー量子ドット」は2010年代中頃に発明され、量子ドットを用いた民生品の実用化が始まった。ソニーがアメリカのQD-VISIONと共に2013年に発売した液晶テレビ「XBR-X900A」には微量のカドミウム（テレビ1台あたり10mg以下）が使われているが、RoHS指令や使用国の規制値はクリアしている。